# 日本歯科専門職短期大学
日本歯科専門職短期大学（にほんしかせんもんしょくたんきだいがく）は、 静岡県磐田市において2019年に設置計画のあった日本の私立専門職短期大学である。

## 概要
- 2017年12月21日、文部科学省に提出された設置認可の申請書類に記載がある。それによると、静岡県内に専門学校3校と高等専修学校1校を擁する学校法人染葉学園[2]が、歯科衛生学科のみの単科短期大学として静岡県磐田市において2019年の開学を目指していたことがうかがえる[1]。
- 2018年10月、不認可となり申請をとりさげた[3]

## 設置予定の学科
- 歯科衛生学科
  - 第一部
  - 第二部